# صندوق تعاون و رفاه
صندوق تعاون و رفاه سازمان نظام پزشکی ایران در اجرای بند ۱۴ ماده ۳ و قسمت ۲ بند ب ماده ۵ از قانون تشکیل سازمان نظام پزشکی جمهوری اسلامی ایران، مصوب ۱۳۷۴/۱۰/۲۰ مجلس شورای اسلامی و بند «ش» ماده ۳ قانون سازمان نظام پزشکی جمهوری اسلامی ایران مصوب ۱۳۸۳/۱۰/۱۶ مجلس شورای اسلامی و اساسنامه مصوب ۱۳۸۲/۰۹/۰۱ فعالیت می‌نماید. صندوق تعاون و رفاه سازمان نظام پزشکی با هدف ارائه کمک به رفع مشکلات رفاهی و مالی شاغلان حرف پزشکی کم درآمد و خسارت دیده، تشکیل شده است.

## خدمات صندوق تعاون و رفاه سازمان نظام پزشکی
1. کمک به رفع مشکلات حرف پزشکی
2. پرداخت تسهیلات
3. خدمات رفاهی
4. خدمات بیمه ای
5. تأمین تجهیزات دفاع شخصی
6. کاریابی ابن سینا
7. خدمات گردشگری